# ラバーズ・シークレット・カメラ
ラバーズ・シークレット・カメラは、スマートフォン向けに作成されたカメラアプリ。（2017年2月現在、Android版のみリリースされている。）
撮影した写真データをAESと呼ばれるアルゴリズムで暗号化して保存するため、恋人のヌードやコスプレ姿などを撮影しても流出の心配がないとしている。

英語版の名称は「Lover's Secret Camera」。

## パスワード（秘密鍵）
本人が指定するパスワードだけでなく、その他２つの独自パスワードと掛けあわせて暗号化パスワードが作成され、これをAESの秘密鍵としている。

## フォトスタンプ
47種類（現在は限定5種類の特典スタンプがついてくる）のスタンプを選択でき、それらの画像と一緒に写真を撮影することができる。

スタンプは熊やウサギなどの動物や女の子、男の子、大人のおもちゃなど。

きわどい写真を撮影されることをためらう女性の気持ちを和らげるために実装された機能である。

## スクリーンショット
流出防止のため、撮影した画像が表示される２ページ（一覧、写真ページ）ではスクリーンショットが保存できない仕様になっている。

## 既存画像の取り込み
別のアプリで撮影、またダウンロードした画像もこのアプリを通じて暗号化することができる。

その際、元の画像は削除されることはない。

## その他の情報

### カメラに付随する機能
フラッシュ、セルフタイマー。

### Android 要件
APIレベルが、2.3.3(GINGERBREAD_MR1)～4.2(JELLY_BEAN_MR1)。

### アプリのバージョン
1.01（2013年8月9日現在）

### リリース
2013年8月に一般公開された。